# Ditylenchus myceliophagus
Ditylenchus myceliophagus är en rundmaskart. Ditylenchus myceliophagus ingår i släktet Ditylenchus, och familjen Anguinidae. Arten är reproducerande i Sverige.